# Radio Slovaquie Internationale
Pour les articles homonymes, voir RSI.
Radio Slovaquie internationale, abrégé en RSI, est une station de radio publique slovaque à diffusion internationale, créée en 1993. Elle appartient au groupe Radio-télévision slovaque (RTVS) et est la propriété de l’État slovaque. 
Elle diffuse des émissions pour le reste du monde et son objectif est de donner aux autres pays des informations sur la Slovaquie, mais aussi de conserver le contact avec les Slovaques expatriés. La station est relativement autonome au sein de la radio slovaque.

## Histoire

### Les années 1990
La station commence d’émettre le 4 janvier 1993 en Slovaque à destination de l’Europe et de l’Amérique du Nord, quelques jours après l’indépendance du pays. C’est le 15 mars de cette même année que sont créés les services en anglais, français, allemand et russe, qui commencent à diffuser le 29 mars 1993. À cette même date la radio élargit sa couverture à l’Europe de l’Est. Le 31 mars 1995 la diffusion en russe s’étend en Asie. Le 26 octobre 1997 des émissions en anglais, français et slovaque commencent d’être diffusées en Afrique du Nord. Le 1er novembre de la même année la radio lance son site internet. En octobre 1998 RSI lance la diffusion en anglais et en allemand par satellite.

### Une radio en crise

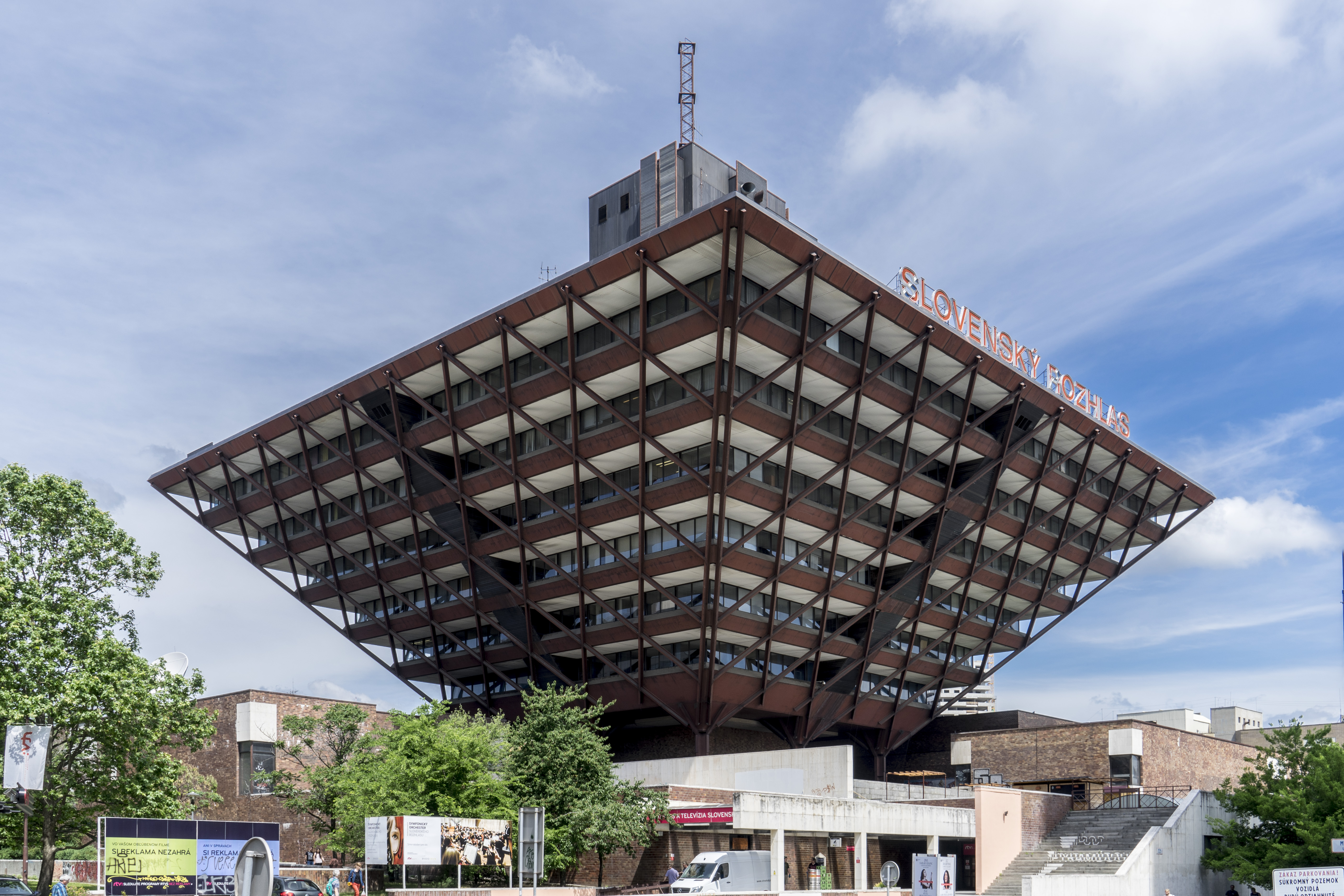
Le siège des radios publiques slovaques.

En 2003 un nouveau directeur est nommé à la télévision publique. Il affirme ensuite au gouvernement pouvoir financer les chaînes de télévision uniquement avec la redevance et une partie de la publicité. l'État ayant retiré ses subventions au diffuseur public, les ressources ont diminué et Radio Slovaquie Internationale n'a pas de budget prévu.
Les stations de radio publiques slovaques souffrent d’un important déficit budgétaire s’élevant à 230 millions de couronnes slovaques (6,05 millions d’euros) et doivent aux télécommunications slovaques une somme de 182 millions de couronnes (4,78 millions d’euros). C’est pourquoi la suppression des émissions en ondes courtes est envisagée à plusieurs reprises. À la fin de 2005 le gouvernement n’affecte que 10 millions de couronnes slovaques à RSI alors qu’elle en dépense annuellement 55 millions. 
Le 12 janvier 2006 la directrice de la radiodiffusion publique slovaque annonce la fin de la diffusion en ondes courtes ainsi que la suppression du service hispanophone de la radio. En mars 2006 la dette des radios publiques slovaques dépasse 230 millions de couronnes slovaques(6,52 millions d’euros), notamment à cause du siège de la radio publique slovaque dont le coût d’entretien est élevé. Le 24 mai 2006 le projet de restructuration est voté. Il consiste à mettre fin à la diffusion en ondes courtes et à une réduction du personnel. La diffusion en ondes courtes s’arrête le 1er juillet 2006. Mais la victoire des chrétiens–démocrates en juin 2006 amène l’arrivée d’un nouveau gouvernement qui cherche à relancer R.S.I. . Le 30 août de la même année il annonce sa volonté d’assurer le financement de la radio internationale. En octobre 2006 un accord entre le gouvernement et RSI accorde à cette dernière une rallonge de 9,237 millions de couronnes slovaques pour la diffusion en ondes courtes. 
Le 31 décembre 2010 la station cesse ses émissions en ondes courtes, tout en poursuivant la diffusion par internet. Elle les reprend en 2012 via l'émetteur allemand de Kall.

## Identité visuelle

Logo de Radio Slovaquie internationale de 1994 à 2007.
Logo de Radio Slovaquie internationale depuis 2012.

## Diffusion

### Langues
Elle diffuse des programmes en slovaque, anglais, russe, français, allemand et espagnol. Chaque service crée chaque jour un programme de 30 minutes présentant les informations du pays, mais aussi la culture, l’économie, l’histoire, la géographie ou les sports slovaques.

### Diffusion hertzienne et Internet
Ses programmes sont diffusés par satellite et par Internet.